# Narcisa Donátová
Narcisa Donátová (8. května 1928 Mařatice – 8. prosince 1981 Bratislava) byla jednou z prvních slovenských hudebních skladatelek.

## Život
Studovala na Státní konzervatoři v Bratislavě skladbu pod vedením Alexandra Moyzese. Absolvovala v roce 1952. Ve studiu pokračovala na Vysoké škola múzických umění. Stala se tak první slovenskou skladatelkou s ukončeným vysokoškolským hudebním vzděláním.

## Dílo
- Hájnikova žena (opera podle románu Pavla Országha Hviezdoslava)
- Slovensko moja zem (kantáta)
- Tance z východného Slovenska
- 1. symfonie
- 2. symfonie
- Scherzo pro malý orchestr
- úpravy lidových písní, sbory a koncertní písně